# CD-Text
CD-Text (CD-текст) — дополнительная текстовая информация о звуковых дорожках на дисках Audio CD. Используя CD-Text, на Audio CD можно записать такую дополнительную текстовую информацию как название диска, имя исполнителя, а также можно дать название для каждой звуковой дорожки диска. Некоторые бытовые CD-плееры и штатные автомобильные магнитолы поддерживают CD-текст и могут отображать эту информацию.